# Lista de deputados estaduais do Maranhão da 11.ª legislatura
Essa é uma lista de deputados estaduais do Maranhão eleitos para o período 1987-1991.

## Composição das bancadas
| Partido | Líder                   | Bancada | Posição  |
| ------- | ----------------------- | ------- | -------- |
| PFL     | César Bandeira          | 20 / 42 | Governo  |
| PMDB    | Juarez Medeiros         | 11 / 42 | Governo  |
| PDS     | Júlio Monteles          | 5 / 42  | Oposição |
| PTB     | Zé Gentil               | 3 / 42  | Governo  |
| PDT     | Pedro Vasconcelos Souza | 2 / 42  | Oposição |
| PMB     | Emanoel Viana           | 1 / 42  | Oposição |

## Deputados estaduais
Na divisão das 42 vagas por coligação a "Aliança Democrática" conquistou trinta e quatro cadeiras contra seis das "Oposições Coligadas" e duas do PDT.
| Deputados estaduais eleitos   | Partido | Votação | Percentual | Cidade onde nasceu | Unidade federativa |
| Ricardo Murad                 | PFL     | 23.219  |            | São Luís           | Maranhão           |
| César Bandeira                | PFL     | 18.884  |            | Vitorino Freire    | Maranhão           |
| Francisco Martins             | PFL     | 17.805  |            | Balsas             | Maranhão           |
| Juarez Medeiros               | PMDB    | 17.081  |            | São Luís           | Maranhão           |
| Raimundo Leal                 | PFL     | 16.650  |            | Uruçuí             | Piauí              |
| Clodomir Paz                  | PFL     | 15.127  |            | Pedreiras          | Maranhão           |
| João Bosco                    | PMDB    | 14.996  |            | Pastos Bons        | Maranhão           |
| Carlos Braide                 | PFL     | 13.236  |            | Teresina           | Piauí              |
| Ivar Saldanha                 | PFL     | 13.185  |            | Rosário            | Maranhão           |
| José Elouf                    | PFL     | 12.966  |            | Mirador            | Maranhão           |
| Eduardo Matias                | PFL     | 12.909  |            | Igarapé Grande     | Maranhão           |
| Marcony Farias                | PMDB    | 12.721  |            | Ouricuri           | Pernambuco         |
| Gastão Vieira                 | PMDB    | 12.339  |            | São Luís           | Maranhão           |
| Irineu Galvão                 | PTB     | 12.303  |            | Imperatriz         | Maranhão           |
| Zé Gentil                     | PTB     | 12.211  |            | Caxias             | Maranhão           |
| Remi Trinta                   | PFL     | 12.185  |            | São Bento          | Maranhão           |
| José Gerardo Abreu            | PFL     | 11.824  |            | Acaraú             | Ceará              |
| Benedito Pires                | PMDB    | 11.819  |            | Rosário            | Maranhão           |
| Antônio Pontes                | PFL     | 11.817  |            | Chapadinha         | Maranhão           |
| Leo Franklin                  | PFL     | 10.887  |            | São Luís           | Maranhão           |
| Juscelino Rezende             | PMDB    | 10.752  |            | São Luís           | Maranhão           |
| Petrônio Gonçalves dos Santos | PTB     | 10.752  |            | Timon              | Maranhão           |
| Jorge Pavão                   | PFL     | 10.687  |            | Santa Helena       | Maranhão           |
| Anselmo Ferreira              | PFL     | 10.681  |            | Recife             | Pernambuco         |
| Conceição Andrade             | PMDB    | 10.220  |            | São Luís           | Maranhão           |
| Mário José Dias Carneiro      | PFL     | 9.805   |            | Loreto             | Maranhão           |
| Galeno Edgar Brandes          | PFL     | 9.666   |            | Barra do Corda     | Maranhão           |
| Kleber Branco                 | PMDB    | 9.354   |            | Pedreiras          | Maranhão           |
| Pedro Vasconcelos Souza       | PDT     | 9.206   |            | Cachoeira Grande   | Maranhão           |
| Sarney Neto                   | PFL     | 8.917   |            | São Luís           | Maranhão           |
| Benedito Lago                 | PMDB    | 8.870   |            | Pedreiras          | Maranhão           |
| Carlos Guterres               | PMDB    | 8.856   |            | São Luís           | Maranhão           |
| José Bento Nogueira Neves     | PFL     | 8.812   |            | Itapecuru-Mirim    | Maranhão           |
| Inácio Pires da Conceição     | PMDB    | 8.802   |            | Barreirinhas       | Maranhão           |
| Raimundo Cabeludo             | PFL     | 8.563   |            | João Lisboa        | Maranhão           |
| Jairzinho da Silva            | PDS     | 7.863   |            | Campo Maior        | Piauí              |
| Juarez Lima                   | PDT     | 6.421   |            | Icatu              | Maranhão           |
| Júlio Monteles                | PDS     | 6.118   |            | Anapurus           | Maranhão           |
| Daniel Silva Alves            | PDS     | 5.670   |            | Santa Inês         | Maranhão           |
| Luís Coelho Batista           | PDS     | 5.583   |            | Tuntum             | Maranhão           |
| Aristeu Dias Barros           | PDS     | 5.378   |            | Passagem Franca    | Maranhão           |
| Emanoel Viana                 | PMB     | 5.285   |            | Paço do Lumiar     | Maranhão           |